# Karen Spencer, Condessa Spencer
Karen Spencer, Condessa Spencer (nascida Karen Villeneuve e depois chamada Karen Gordon por seu primeiro casamento; Canadá, 30 de novembro de 1972), foi a terceira esposa do conde Charles Spencer, irmão da falecida princesa Diana de Gales.

## Biografia
Karen nasceu no Canadá, filha de um guarda-florestal, o que a obrigou a trocar de casa e escola diversas vezes durante a infância.
Ela foi modelo e em 2004 fundou a ONG Whole Child International.
Em 1997 ela se casou com Mark Gordon, do qual se divorciou em 2003. O casal teve duas filhas, Emma e Kate.
Em 2011 voltou a se casar, com o conde Charles Spencer.

## Casamento com o conde Charles Spencer
Karen e Charles Spencer se casaram em 2011 e tem uma filha: Lady Charlotte Diana Spencer, nascida em 30 de julho de 2012.
Com o casamento, ela recebeu o título de Condessa Spencer, sendo chamada lady Spencer.

### Vida como condessa
Sendo parte da nobreza inglesa, Karen e o marido atendiam eventos com a presença da família real britânica, como as corridas de Ascot. Ela também esteve nos casamentos dos príncipes Guilherme e Henrique, sobrinhos de seu marido.
Em 2019 ela chamou atenção da imprensa inglesa por seu trabalho de renovação de Althorp House, a casa dos condes Spencer e onde viveu a princesa Diana.
Entre as renovações estão a reforma do lugar (ilha, lago e jazigo) onde está enterrada a falecida princesa Diana e mudanças internas em Althorp House, onde vive com Charles e a filha.
As mudanças também incluíram a criação de um programa de revitalização do lugar, com a realização de eventos públicos e privados, como festivais, exposições, chás e casamentos.

### Divórcio
Divorciaram-se em 2024.